# News from Blueport
News from Blueport è un album live di Art Farmer e Gerry Mulligan, pubblicato dalla Jazz Hour Records nel 1996. Il disco fu registrato il 6 luglio 1958 al Newport Jazz Festival, Newport, Rhode Island (Stati Uniti).

## Tracce
1. As Catch Can – 5:25 (Gerry Mulligan)
2. Baubles, Bangles and Beads – 5:27 (George Forrest, Robert Craig Wright)
3. News from Blueport – 7:36 (Bill Crow)
4. Walkin' Shoes – 6:29 (Gerry Mulligan)
5. Just in Time – 5:37 (Adolph Green, Betty Comden, Jule Styne)
6. Moonlight in Vermont – 8:01 (John Blackburn, Karl Suessdorf)
7. Spring Is Sprung – 9:57 (Gerry Mulligan)
8. Blueport – 11:38 (Art Farmer)
9. Utter Chaos – 2:39 (Gerry Mulligan)

## Musicisti
- Art Farmer - tromba
- Gerry Mulligan - sassofono baritono, pianoforte
- Bill Crow - contrabbasso
- Dave Bailey - batteria